# 便秘
便秘（べんぴ、英: constipation）とは、大便の排泄が困難になっている状態の総称である。

## 概説

### 定義と診断（便秘と便秘でないものの線引き）
かつて、医学的には3日以上排便がない状態のことを指したといわれるが、明確な定義はなく、症状が患者の主観によるため、定量化が難しいこともあり、定義は学会や国により異なっていた。日本消化器病学会の定義では「便秘とは、排便の回数や便量が減ること」とされていた。
なお「便秘」という言葉は（もともとは、医学用語というわけでもなく）一般の人も広く使う平易な言葉であり、一般の人々（患者）が使う「便秘」という言葉は、たとえば「便秘で困っています」と言っていても1日おきに排便している状態を指している患者がいる一方で、1週間に1 - 2回しか排便しないのに自分のことを便秘とは思っていない患者もいて、患者ひとりひとりが使う「便秘」という言葉の意味に大きなずれがあり、排便のどのポイント（点）に焦点をあてて「便秘」と言っているのか、全然はっきりしない言葉である。たとえば「下痢」という言葉のほうは「水っぽい便」だという意味で、患者と医師の間で症状を具体的に伝えられる「共通言語」として使えるのに対して、「便秘」という言葉は、患者の口から出た時、医療関係者の側から見るとそれがどのような症状なのかはっきりしておらず、どのような意味なのか注意を要する言葉（あれこれ質問をして、具体的な症状をあれこれ尋ねないと、どの方向性の意味で言っているのか、全然はっきりしない言葉）である。　
2000年に米国消化器学会のコンセンサス会議で作成された便秘の診断基準では、「下腹部膨満感」「排ガス量」「排便回数」「残便感」「排便時の肛門の痛み」「（便の）量」「便の状態」を複合的に捉えたものに変更された。これは、多くの患者が臨床上は正常な排便頻度（毎日）であっても「下腹部膨満感」「排便時のいきみ」「便の硬さ」「残便感」などを訴えるため、排便回数だけで便秘を評価するのは不十分と考えたためである。3日以上の排便間隔と残便感を基準とし「排便の頻度が週2回以下で、便が硬く、排便困難、残便感がある状態」や「3日以上排便がない状態、または毎日排便があっても残便感がある状態」と考える専門家もある。一方、本人に自覚症状がなくても、腹部X線画像診断により便の滞留を認めた場合は、便秘と診断される。
客観的に評価・判定するための「ブリストル・スケール」というものも開発されている。
下の「#ブリストル・スケールによる客観的な評価」で解説。

### 分類
まず一般的に、排便回数が減る（排便が週3回以下などに減る）「排便回数減少型の便秘」と、排便回数は減らないが排便に苦労する「排便困難型の便秘」に大別することができる。
細かな医学的な分類、特に機能性便秘の分類については「#機能性便秘の分類」で詳しく解説する。
なお現在使用されていない、医学的な、だが古い分類手法では機能性便秘を、ストレスや食事内容の変化が原因となる「一過性便秘」と慢性的な「弛緩性便秘」「痙攣性便秘」「直腸性便秘」に分類していた。（この分類法はすでに古くなっている）

### 疫学（統計）
2019年(令和元年)の国民生活基礎調査によれば、便秘の有訴者率は、34.8%(男性25.4%、女性43.7%)であるが、65歳以上になると68.6%に急増(男性64.1%、女性72.3%)する。便秘があると慢性腎臓病や末期腎不全になりやすいとの報告がある。
（簡潔に言えば）「6人に1人はなる」といわれる。
統計的にいうと、男性より女性が便秘になりやすい。いくつか理由がある。→#便秘と女性

### 原因
原因にはさまざまなものがある。人それぞれである。医学者などは原因を「機能性」と「器質性」と（医学用語的に）大分類することも行う。
普通の人々の言葉で説明すると、普段から水分の摂取量が極端に少ない生活をしている人が大腸内の便の「水分量」が少なく便秘になる場合もある。またそうでない人でも数日間水分摂取が極端に減ると、突然排便が困難になる場合もある。普段は全く便秘ではなく毎日快適に排便しているのに、航空機や列車に長時間乗るような旅行・観光・出張をする時に限って（宿泊先の宿・ホテルで）必ず便秘になる、という人もいる。食生活（食べる食品の種類）や食べる頻度を変更したら便秘になったが、食生活をもとに戻したら便秘が治ったという人もいる。また腫瘍の増殖に伴う消化管の狭窄や閉塞などの「器質的な要因」によって起きる便の通過障害もある。成人の主な便秘の原因の（医学的な）分類は「#主な原因（成人）」の節で解説する。

## ブリストル・スケールによる客観的な評価
ブリストル・スケール（排便スケール）を便の硬さ・大きさの評価に使用し、排便記録を付けると客観的な評価が可能となる。
| ブリストル・スケール | 状態                                                                    | 解説 |
| -------------------- | ----------------------------------------------------------------------- | ---- |
|                      |                                                                         |      |
| 1 コロコロ便         | 硬くてコロコロのウサギ糞状の便                                          |      |
| 2 硬い便             | ソーセージ状ではあるが硬い便                                            |      |
| 3 やや硬い便         | 表面にひび割れのあるソーセージ状の便                                    |      |
| 4 普通便             | 表面がなめらかで柔らかいソーセージ状、 あるいは蛇のようなとぐろを巻く便 |      |
| 5 やや柔らかい便     | はっきりとしたシワのある半分固形                                        |      |
| 6 泥状便             | 境界がほぐれて、フニャフニャの不定形の小片便、泥状の便                  |      |
| 7 水様便             | 水様で、固形物を含まない液体状の便                                      |      |

## 主な原因（成人）
急性と慢性に分類される。原因は多岐に渡り、急性の場合は医療機関での診断と治療が必要とされる。特に、出血や狭窄を伴う場合は生命に関わる重篤な機転に及ぶ可能性がある。
| 分類 | 分類 | 分類                            | 解説                                                   |
| 便秘 |      |                                 |                                                        |
| ---- | ---- | ------------------------------- | ------------------------------------------------------ |
| 便秘 | 急性 | 機能性                          | 消化管に異常はないのに機能低下を起こして回数や量が減少 |
| 便秘 | 急性 | 器質性                          | 消化管そのものの病変が原因                             |
| 便秘 | 慢性 | 機能性便秘 腸過敏性症候群を含む | 腸過敏性症候群、生活習慣                               |
| 便秘 | 慢性 | 症候性（二次性）                | 腫瘍、憩室の形成と進行に伴う症状                       |
| 便秘 | 慢性 | 薬剤性                          | 薬物中毒、重金属中毒、薬の副作用                       |
| 便秘 | 慢性 | 器質性                          | 消化管そのものの病変が原因                             |

### 発症機序から見た分類
- 特発性[5]
  - 弛緩性便秘：加齢による筋力低下[6]。
  - 痙攣性便秘
- 神経性[5]
  - 末梢神経：ヒルシュスプルング病、シャーガス病
  - 中枢神経：パーキンソン症候群、多発性硬化症、脊髄損傷
- 機械性閉塞 （イレウス）[5]
  - 良性腫瘍、悪性腫瘍、ヘルニア、炎症（偽膜性大腸炎[13]）、憩室炎後狭窄、消化管手術後狭窄、回虫、胆石、腸捻転、直腸脱、腸管内膜症、直腸重積[14]
- 内分泌疾患、代謝異常
  - 脳下垂体機能低下症、甲状腺機能低下症、褐色細胞腫
- 筋異常性疾患
  - 家族性内臓骨格筋萎縮症、強皮症、アミロイドーシス、進行性全身性硬化症[15]
- 代謝性疾患
  - 糖尿病、ポルフィリン症、尿毒症、低カリウム血症、高カルシウム血症
- 薬剤性
  - オピオイド、抗コリン剤、カルシウム拮抗薬、抗がん剤ビンカアルカロイド、重金属中毒[16]、全身性硬化症などの膠原病・ミトコンドリア脳筋症・パーキンソン病・慢性神経疾患・抗精神病の治療薬による副作用[17]
- 虚血（消化管への血流減少）
  - 腹部動脈瘤[18]、[19]
- その他
  - 妊娠、変形性関節症、心臓病、長期臥床

## 症状
排便の停止や便量の減少を主症状として、腸の閉塞性疾患が原因になっている場合では、呼気の便臭、変形した便、血便、便潜血を伴うことがある。また、腹痛、吐き気、直腸残便感、腹部膨満感、下腹部痛、食欲不振、めまい、肩や背中の放散痛などを伴い、脳と腸は密接な相関関係（脳腸相関）があることから、眠気や緊張感、疲労感、注意力散漫、うつ病といった心理的悪影響をもたらすこともある。
さらに、便秘は死亡リスクが高まる症状であることも判明されており、アメリカの大学の研究によると、慢性的な便秘の者は、そうでない者と比較して、15年後生存率が18%低下するという結果が報告されている。
排便が4日に1回以下である者は、1日1回以上排便する者と比較すると、狭心症・心筋梗塞で死亡する危険性が1.45倍、脳卒中で死亡する危険性が2.19倍となる。
ただし、便通は大腸がんリスクとの因果関係は無く、便通が週2～3回の者と、毎日1回以上の便通がある者と比較した場合、排便回数がある者よりも大腸・結腸・直腸がんのリスクが高くなることはないという研究結果が出ている。

### 診断
問診と身体診察を行い、消化管そのものの病変が原因となっている器質性便秘や症候性便秘の鑑別を行う。腹部レントゲン撮影は、大腸の状態を迅速かつ客観的に見ることが出来、侵襲の少ない検査で最初に選択される。特に「最近の状況」「大腸癌の家族歴」「体重の急激な変化」「直腸出血」「50歳以上」のいずれかに該当し、器質性の疑いが考えられる場合は大腸内視鏡検査が選択される。
また、薬剤性便秘を起こす可能性のある薬剤を中止し、経過観察を行うこともある。治療抵抗性の便秘に対しては注腸造影による腸管形態の確認、腸管蠕動遅延性便秘の診断が行われる。さらに肛門直腸内圧検査、直腸肛門反射の確認をしヒルシュスプルング病、肛門挙筋群症候群の診断を行う。器質性疾患や代謝性疾患を認めた場合は、該当する疾患の治療が行われる。
前述の臨床的な異常や薬剤歴を認めない場合、機能性便秘の可能性が高くなる。機能性便秘の場合、「機能性便秘の診断基準」「便秘スコア(CSS)」を利用し細分類が行われる。
ROME IIIによる機能性便秘の診断基準
1. 以下の2つの症状がある。
a. 排便時の25%超がいきむ。
b. 排便の25%超が塊であったり硬い。
c. 排便時25%超で残便感がある。
d. 排便の25%超で肛門直腸閉塞感がある。
e. 排便を促すために25%超で用手法を使う。
f. 排便が週3回未満。
2. 下剤を使わないのに軟便となることはまれ。
3. 過敏性腸症候群の基準を満たさない。

|                                           | 0          | 1       | 2          | 3          | 4          |
| ----------------------------------------- | ---------- | ------- | ---------- | ---------- | ---------- |
| 排便回数                                  | 3回以上/週 | 2回/週  | 1回/週     | 1回未満/週 | 1回未満/月 |
| 排便困難：便を出すのに苦痛を伴う          | なし       | まれに  | ときどき   | たいてい   | いつも     |
| 残便感                                    | なし       | まれに  | ときどき   | たいてい   | いつも     |
| 腹痛                                      | なし       | まれに  | ときどき   | たいてい   | いつも     |
| 排便に要する時間                          | 5分未満    | 5〜10分 | 10〜20分   | 20〜30分   | 30分以上   |
| 排便の補助の有無                          | なし       | 下剤    | 摘便or浣腸 | ―          | ―          |
| トイレに行っても便が出なかった回数/24時間 | 0          | 1〜3    | 3〜6       | 6〜9       | 10回以上   |
| 排便障害の病悩期間（年）                  | 0          | 1〜5    | 5〜10      | 10〜20     | 20年以上   |

まれに：1回/月未満、ときどき：1回/月以上だが1回/週未満、いつも：1回/日以上、たいてい：1回/週以上だが1回/日未満

### 機能性便秘の分類
機能性（慢性）便秘は、「慢性便秘症診療ガイドライン2017」で下記のように定義された。正確な判定のためには、バリウム粒の検査薬を服用し数日後に腹部X線検査を実施する。
1. 排便回数や排便量が少ないために糞便が大腸内に滞留する。
  - 回数減少型[28]

  1. 結腸通過時間正常型 - 食事の内容や量が便秘の要因になっている
    - 食物繊維や食事の量を増やすと改善

便容量の減少を招く食生活（ダイエットなどによる量の減少や便となる残渣が少ない）が原因[17]
  2. 結腸通過遅時間延型 - 腸管（結腸）の動きが悪く便が腸内に滞りがち、排便回数は週に1回程度[17]
    - 食物繊維を増やすとさらに便秘が悪化

重症化した病態 - 慢性偽性腸閉塞、巨大結腸症、結腸無力症[17]
2. 直腸内にある糞便を快適に排出できない。
  - 排便困難型[28]

  1. 器質性便排出障害
    - 直腸肛門反射が減弱（浣腸の乱用や肛門内異物挿入など）[17]
    - 直腸脱、直腸瘤など（必要が有れば外科手術）

かつては「弛緩性便秘」「痙攣性便秘」「直腸性便秘」に分類していた。

## 治療
症状の訴えがあっても本人が苦痛を感じておらず、また肛門疾患などの合併症がなければ治療の必要はない。急性症状の場合、外科的に閉塞の原因を取り除く。器質性便秘、症候性便秘、薬剤性便秘も同様に対症療法を中心に原因を取り除く。
形質的・器質的疾患を有している場合は疾患に対応する治療が行われる。例えば過敏性腸症候群では、「過敏性腸症候群の診断・治療ガイドライン」が策定されている。

### 内服薬剤
腸内細菌叢を正常化させるため、瀉下薬（便秘薬）と乳酸菌製剤が併用されることもある。

#### 治療例
- 第一選択
  - 酸化マグネシウム ... 0.6 〜 2.0g/日、1日1 〜 3回食後
  - ルビプロストン ... 1 〜 2 カプセル、食直後
  - リナクロチド...1日1錠　食前
- 追加処方
  - 重曹座薬（レシカルボン） ... 便意が乏しい時
  - 刺激性下剤の頓用使用（2，3日排便なかったら使用など）
  - ポリカルボフィル、プロバイオティックス ... 糞便量が少ない時
- 周辺症状の治療
  - 腹部膨満 ... 桂枝加芍薬湯
  - 腹痛 ... 大建中湯
  - 上腹部症状のある腹部膨満や腹痛 ... クエン酸モサプリド

- 漢方薬では大黄甘草湯、乙字湯、加味逍遙散、麻子仁丸、防風通聖散、大建中湯、桃核承気湯、センナダイオウ錠などが用いられる。鎮静作用のある甘草が配合されていセンナダイオウ錠[30]は、生薬そのままで頑固な便秘に作用する。

瀉下薬による副作用として、塩類下剤では高マグネシウム血症、刺激性下剤は習慣性になりやすく、薬剤に対する感受性が低下し、便秘薬を服用しないと排便が行われなくなる便秘薬依存症や腸管粘膜障害などがある。
- 酸化マグネシウム
  - 高齢者、腎機能異常患者には使用しない。プロトンポンプ阻害薬、骨粗鬆症治療薬との併用に注意を要する薬剤が多数ある[7]。高マグネシウム血症防止のため、血液検査で定期的な血清マグネシウム値の測定が必要である[31]。
- センノシド
- ピコスルファート
- ルビプロストン
- リナクロチド
- エロビキシバット
  - 妊婦は禁忌[7]。

### 浣腸
浣腸にはグリセリンが入っており、これらの直腸への刺激で排泄を促す。刺激が強く急激に催し、また悪寒や吐き気などといった症状を誘発させる場合もある。グリセリン浣腸では、我慢しきれずすぐに出す使い方をした場合は、後述するような体質によっても違い、便を出し切ることができず不快感が残る場合もある。

### 腸洗浄
完全に腸内の便を取り除くのを望む場合には、腸洗浄と呼ばれる処置もある。腸洗浄とは、ぬるま湯（生理食塩水を使う場合もある）を注入し、それらの湯と一緒に排出する。注入時に無理な圧力を掛けると、直腸穿孔を起こすおそれもある。したがって専用の器具が利用され、また市販もされている。基本的には専門の医師による指導が望ましい。また、こちらは専用の器具や温度管理などで手間が掛かるが、注入量が多く刺激が少ないため、腹痛などの問題が起きにくい体験談も聞かれる。
民間療法の範疇としては、ぬるま湯や生理食塩水以外のもの（コーヒーなど）を使うという話も聞かれるが、医学的に根拠はない。

### 摘便
その他、重度の便秘の場合には、ビニール製手袋を使って物理的に便を取り除く方法があり、これは「摘便」と呼ばれる。自分ですることも可能であるが、リスクもあるため病院で摘出してもらうことが推奨される。
自分でやる場合には、ビニール手袋をした指を肛門に入れて、少しずつ便をほぐしながら摘出していく。摘便する際には、水を多めに飲んでおくことで、腸を活発にしたり、腸液を多くだしておくことが望ましい。
一度にやり過ぎると、肛門に負荷がかかり過ぎるため、後で肛門が腫れたり痔になることがある。そのため、肛門にダメージがかかりすぎないよう一度に1～2分ずつ、10回くらいに分けて行い、少しずつ便を取っていくことが望ましい。
ある程度に摘出すると、自力で踏ん張って排便できるようになるが、一度に排便すると「数週間分の大量の便」によって便器が詰まり、水が溢れる可能性があるため、可能であれば2回に分けて排便することが望ましい。また、その意味でも病院で摘便したほうが望ましい。

## 養生法
原因のはっきりしているものは、それに合った治療をするが、常習性便秘の養生法は以下の通り。
- 毎日1回、決まった時間にトイレに行く習慣をつける。便意がなくても、朝に1回はトイレに必ず行き、排便をしようと努力する。しかし、本当に出そうもないのに長時間座り続けるのは良くない。
- 積極的に体操や水泳などの運動に心がけ、腹筋を鍛える。腹部のマッサージも効果的。
- 朝、起き抜けに白湯や常温の水・牛乳を飲むのも良い。水溶性・不溶性のバランスを考えた食物繊維を積極的に、1日3食を心がける。とくに、朝食は必ず食べる[32]。

### 排便姿勢

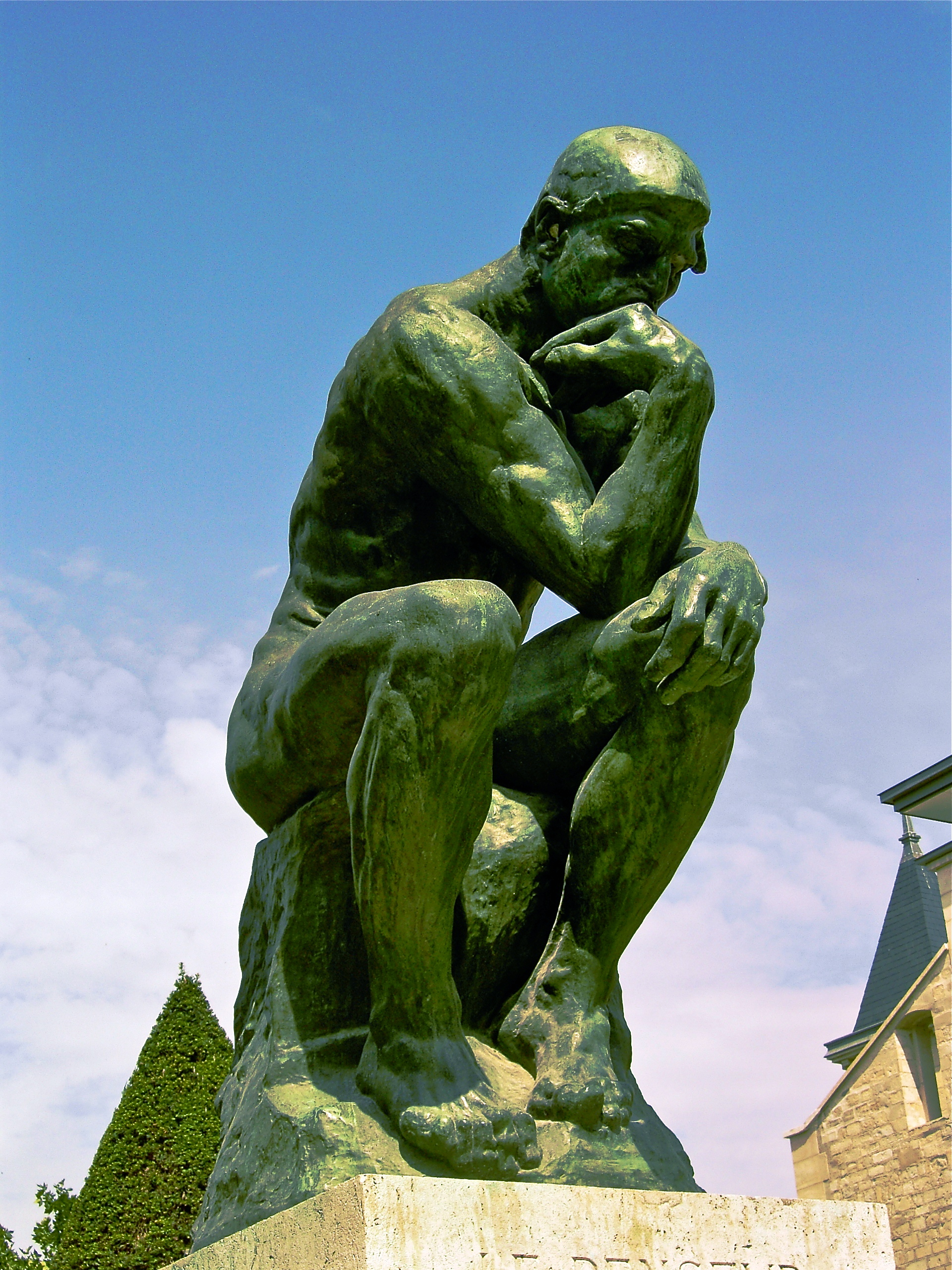
『考える人』

排便時の座位姿勢は、新聞・雑誌を読む時のような直立姿勢はふさわしくない、直腸肛門角が開くよう少し前傾姿勢で、たとえるならロダンの彫刻『考える人』のような姿勢が良いとされる。腹筋に力が入りやすいように踵を少し上げたり、脇腹を両手で押さえ腹圧を与える方法もある。また、市販のトイレ用踏み台や、束ねた古新聞・古雑誌に足を乗せ補助するのも効果的である。和式便器における蹲踞のようなもっと前傾した姿勢が良いとする指摘もある。

## 機能性便秘予防
機能性便秘の場合には食べ物、飲み物、運動の程度を変えることは、便秘を改善することになる。

### 水分の摂取
水を飲んだ場合、水分の殆どは小腸に吸収され、大腸へと届く水分量は少ない。経口摂取した水分が便に届く量は、僅か2%である。
とくに夏場は発汗量の増加に伴い、大腸へ届く水分量はさらに減少し、大腸の「砂漠化」をもたらす為、便が硬化し、便秘になりやすい。したがって夏場は、一日で1.5L-2Lを目安に、水分を摂取することが望まれる。
また、朝にゆっくりと常温の水をコップ一杯飲むことにより、腸が刺激され、水分が体に浸透し、大腸のはたらきが良好になる。冷水の摂取は、胃腸を冷やし、機能を低下させるため、望ましくない。

### 食物繊維の摂取

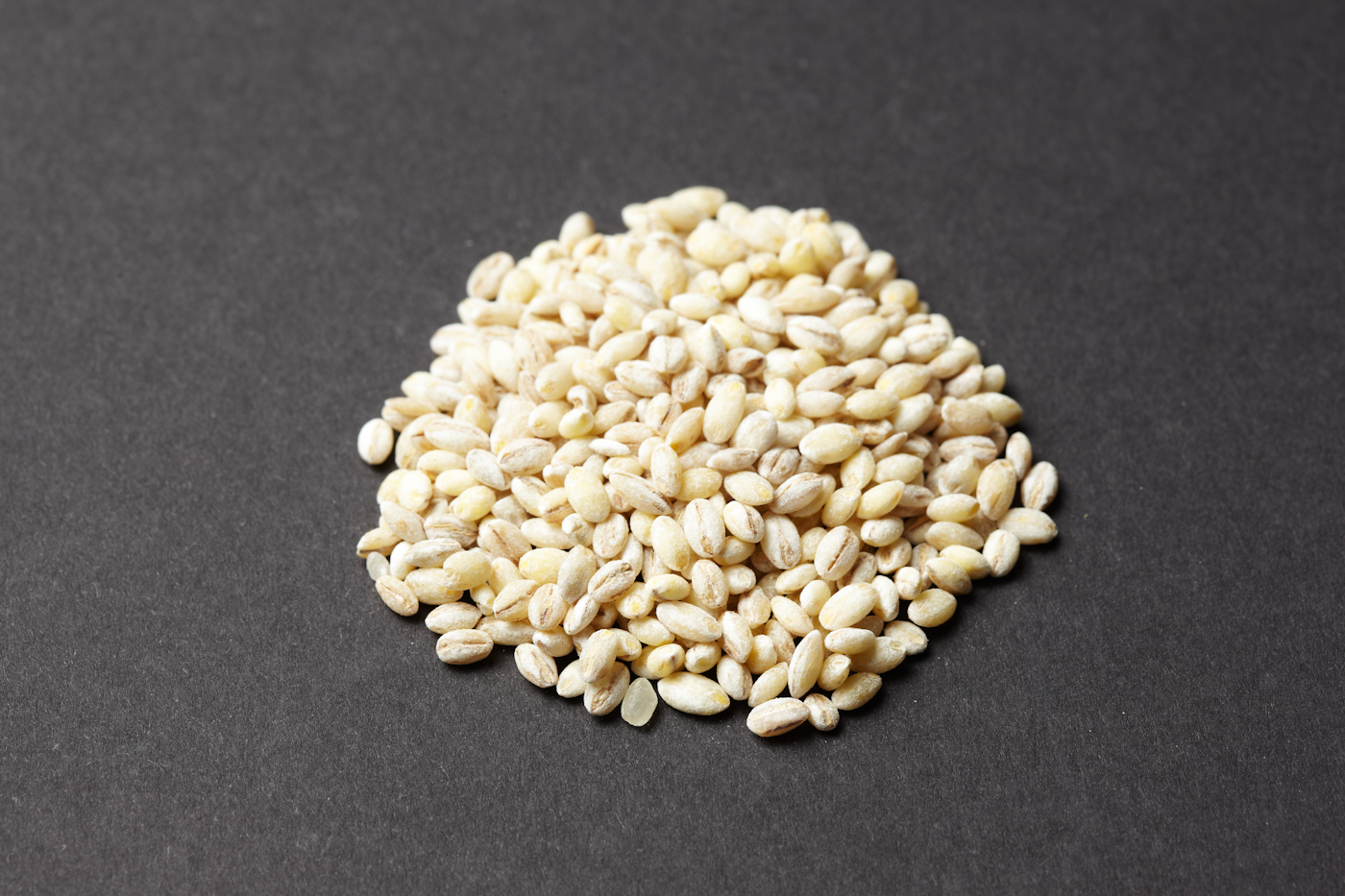
大麦は、水溶性・不溶性食物繊維がバランス良く含まれており、もち麦やバーリーマックスなど食物繊維を強化した品種も市販される。日本ではエンバクを加工したオートミールも近年人気が高い。

水溶性食物繊維
水分を吸収することで、柔らかく大きな大便を作る。また善玉菌の餌となり腸内環境を整備し、食べたものを包みながら腸内を緩やかに進むために過食抑制、糖質・余剰コレステロールの吸収を抑え、ダイエット・糖尿病予防に効果的である。穀類（大麦、エンバク、ライ麦、キヌアやアマランサスなどの雑穀）、果物（アボカド、キウイフルーツ、イチゴ、みかん、プルーンなど）、海藻（ひじき、寒天、のり、わかめ、昆布、もずく、めかぶなど）、ネバネバ・ツルツル・トロトロとした食感の野菜類（ラッキョウ、オクラ、モロヘイヤ、なめこ、長芋など）、豆類（ごま、蒸し大豆、カシューナッツなど）。
不溶性食物繊維
大便のかさが増し腸管を刺激するが、痙攣性便秘である場合、さらに大腸が刺激され便秘を悪化させる場合があるため、サプリメントなどでの摂取は注意を要する。一般的な食事であれば影響を心配する必要はない。粘性の少ない大部分の野菜類（とくにとうもろこしや根菜）、こんにゃくなど。また、アーモンドなどのナッツには不溶性食物繊維のものが多い。
摂取量は、『水溶性:不溶性=1:2』の割合が望ましい。現状では、『1:4』であるなどの統計データがある。

### ビタミンの摂取
ビタミンB1
自律神経を刺激され、腸の働きが調整される。玄米、ごま、豚肉など
ビタミンE
腸管の血液循環を活発にし腸管の働きを良くする。植物油、落花生、卵黄など。

### 乳酸菌が入った食品
腸内環境を改善する。甘酒、味噌、ヨーグルト、ぬか漬け等。

### 多様な食品をバランスよく摂取する
良好な腸内環境とは、多様性のある腸内細菌が共存する状態のことを指す。野菜、果物、豆類を多品種で摂取することにより、その環境を整えることが出来る。

### 十分な運動
運動不足は腸の働きを低下させる。よって、規則正しい運動で消化器を活発にすることが推奨される。運動は軽いものでも十分で、毎日20分から30分の歩行でよい。また、軽い腹筋運動やストレッチも効果がある。手を使って腹をさすり、腸の蠕動運動を促すことも効果がある（「腸もみ」「腸マッサージ」などと呼ばれる）。

### 十分な排便の時間
便意を無視しないようにする。生活習慣において毎日決まった時間に便意を催す者もいるが、そうでない人は、便意を催しやすい時間帯を排泄に割り振る生活上の配慮も効果がある。朝食前は体温が低く、身体全体の活動も活発でないため排泄には向かない。

## 便秘と女性
便秘は高齢者に多く見られ、若年層では男性よりも女性に多い。これには科学的な根拠があり、それは社会的なものから、生活習慣的なもの、そして女性の身体構造に大きく関与する。
- 男性に比べ、排便に必要な括約筋、腹筋の力が弱い。
- 男性は膀胱が大きいので、普段からたっぷり水分補給ができるが、女性の場合は、男性に比べ膀胱の容量が小さい（膀胱の隣に子宮があり、やや圧迫されている。解剖図で観察してもわかるが、明らかに膀胱の内部空間が男性より狭い）ので、頻繁にトイレに行くわずらわしさを避けるために、水分摂取を少なめにすることが習慣・習性になっていることが多く、結果として大腸内の便の水分量が減る。
- ダイエットが便秘をもたらしやすくなる。これは、食物繊維などの摂取不足により便のかさが減るほかにも、食品には相当量の水分が含まれる[45]ことや、排便をスムーズに促す脂質、発酵食品などの善玉菌が不足することによって[46]、腸の蠕動（ぜんどう）運動がおろそかになるためである。
- 女性特有の黄体ホルモンであるプロゲステロンは、体内に水分を蓄積しようとする。その結果、排便に十分な水分が補給されなくなる（このホルモンは月経、妊娠などの時に多く分泌され、そのためにその時期の便秘が多くなる）。さらにこのホルモンは括約筋を収縮させる働きがあるため、排泄を一層困難にさせる。
- 女性は骨盤が広い。そこに腸が下垂しやすくなり、腸が不安定になる。また、下半身に脂肪がたまりやすくなるために、血液も骨盤に滞りがちになる。そのため腸の働きが弱まりやすい。
- 女性は男性よりも、比較的大腸が長い傾向がある。日本消化器内視鏡学会雑誌による2013年のデータでは、50歳以上の日本人650人の大腸全長は平均154.7cmであり、男性は154.3cm、女性は155.2cmであった[47]。
- 上記と同様の理由で腸管の形がいびつになりやすく、そこに硬い便などが留まりやすい。
- ストレスによる過敏性腸症候群などにより、歪になった腸が閉塞し、そこに便が滞る。
- 便秘薬など薬の濫用。一例として、ビサコジル製剤は腸の蠕動を促進させるものであるが、何度もそれに頼ると身体が慣れ、反応が鈍くなる。それだけでなく、自立的な蠕動運動を阻害するために、薬に頼らないと排便が困難になるような慢性的な便秘に陥りやすい。その他、浣腸や下剤の濫用も、自然な排泄や排便サイクルを乱す恐れがある。

などの理由が挙げられており、2019年の調査によると、便秘に悩む者のおよそ3分の2は女性であることがわかっている。その一方、男性は、高齢者以外は便秘で悩まされるケースは少ない。だが、とりわけ小学生男子は個室に入るとからかいやいじめの対象にされやすいことから、2022年の調査では、44.3%の男子が学校での排便を我慢しており、便秘状態と考えられる子どもが我慢する割合は81.8％に上ることがわかっている。
また、男性は便秘より下痢に悩まされている傾向にあり、これも同様に、食習慣（酒、油物、刺激物を好む傾向にあるが、これらは腸の動きを活発化させたり、腸壁を滑らかにさせたりする作用がある）や外的ストレスに対する脆弱性（前述の過敏性腸症候群は、男性だと下痢になりがちである）、太い腸管など身体の構造に起因するものである。